# Maxime Vantomme
Maxime Vantomme (Menen, 8 maart 1986) is een Belgisch wielrenner die anno 2022 rijdt voor de Belgische amateurploeg CT Borgonjon–Dewasport.

## Carrière
Vantomme reed voor het eerst in het profpeloton in 2006. Vanaf 1 augustus liep hij stage bij Quick Step-Innergetic, maar hij werd nog te licht bevonden en keerde terug naar de beloften. Zijn profcarrière begon eigenlijk pas in 2008 bij het Estse Mitsubishi-Jartazi. Door zijn goede resultaten dat jaar kreeg hij een vierjarig contract bij de kersverse Russische topploeg Katjoesja. In zijn jaren bij Katjoesja groeide hij uit tot een belangrijke pion in de wielerklassiekers.
In 2014 ging hij aan de slag bij het continentale Roubaix Lille Métropole na het onverwachts stoppen van Crelan-Euphony, waarvoor hij in 2013 de kleuren verdedigde. Naast enkele jonge Franse beloften, trof hij ook twee landgenoten aan bij het team, Baptiste Planckaert en neoprof Timothy Dupont. Voor zijn nieuwe team behaalde hij met de GP Samyn de mooiste overwinning uit zijn carrière. In 2017 ging hij aan de slag bij de procontinentale formatie WB Veranclassic Aqua Protect. Na een matig seizoen 2018 was er bij deze ploeg geen plaats meer voor hem. Hij vond in 2019 onderdak bij de continentale formatie Tarteletto-Isorex.

## Palmares

### Overwinningen
2008
3e etappe Ronde van Gabon
2012
Heistse Pijl
2014
Le Samyn
1e etappe Paris-Arras Tour (ploegentijdrit)
Eindklassement Paris Arras Tour
2015
Paris-Chauny
2017
3e etappe Circuit des Ardennes

### Resultaten in voornaamste wedstrijden
| Jaar | Gent-Wevelgem | Ronde van Vlaanderen | Parijs-Roubaix | Amstel Gold Race | Luik-Bast.‑Luik | Parijs-Brussel | Waalse Pijl |
| ---- | ------------- | -------------------- | -------------- | ---------------- | --------------- | -------------- | ----------- |
| 2010 | 60e           |                      |                |                  |                 | 15e            |             |
| 2011 |               |                      |                | 136e             |                 | 121e           | 123e        |
| 2012 | 41e           | 69e                  | 76e            |                  |                 |                |             |
| 2013 |               | 31e                  |                | 60e              | 65e             |                | 47e         |
| 2017 | 11e           |                      |                |                  |                 | 21e            | 56e         |
| 2018 |               | opgave               |                |                  | opgave          |                | opgave      |

## Ploegen
- 2006 –  Quick Step-Innergetic (stagiair vanaf 1-8)
- 2008 –  Mitsubishi-Jartazi
- 2009 –  Team Katjoesja
- 2010 –  Team Katjoesja
- 2011 –  Team Kajoesja
- 2012 –  Team Katjoesja
- 2013 –  Crelan-Euphony
- 2014 –  Roubaix Lille Métropole
- 2015 –  Roubaix Lille Métropole
- 2016 –  Roubaix Métropole européenne de Lille
- 2017 –  WB Veranclassic Aqua Protect
- 2018 –  WB Aqua Protect Veranclassic
- 2019 –  Tarteletto-Isorex
- 2020 –  Tarteletto-Isorex